# Аромке
Аро́мке (чук. Аромкэ; 1897, с. Сешан, Анадырское окружное управление — 1943/1945, Уэлен, Чукотский национальный округ) — чукотский художник-косторез, гравёр, один из основателей и первых мастеров Уэленской косторезной мастерской, основатель династии резчиков и гравёров по кости (Вера Эмкуль — Лидия Теютина, Виктор Теютин).

## Биография
Аромке родился в 1897 году в селе Сешан Анадырского окружного управления. Занимался оленеводством, морским зверобойным промыслом. После сильного переохлаждения на охоте тяжело заболел. Лишившись возможности выходить на охоту из-за болезни, занялся резьбой по кости. Вначале работал дома, в яранге, на самодельном токарном станке при свете жирника вытачивал костяные бусы, пудреницы, вырезал из моржового клыка скульптуры животных.
Когда в 1931 году возникла Уэленская косторезная мастерская, Аромке стал одним из её первых мастеров. От дома до мастерской он добирался, опираясь на палки.
В 1937 году работы Аромке экспонировались на выставке «Народное творчество» в Третьяковской галерее.
Художник работал в Уэленской мастерской до конца жизни. Умер в Уэлене в 1940-х годах.

## Творчество
…Аромке внёс заметный вклад в развитие косторезного искусства Чукотки. Он создавал скульптуры, которые, сохраняя верность старым традициям, несли в себе элементы нового.
Основные произведения художника представляют собой выполненные из моржового клыка одиночные скульптуры животных Чукотки — оленей, медведей, тюленей, моржей, и декоративно-прикладные изделия — портсигары, мундштуки, броши, бусы, шахматы.
Указывая, что работ Аромке сохранилось очень мало, исследователь искусства Чукотки Т. Б. Митлянская отмечает, что мастер «любил технику рельефной резьбы». Из созданных им работ известны спичечница с рельефом, изображающим медведя и нерпу (Всероссийский музей декоративно-прикладного и народного искусства), выполненная по эскизу Вуквола рельефная композиция на моржовом клыке с изображением свадьбы в чукотском кочевье (Хабаровский краевой музей имени Н. И. Гродекова).
В постоянной экспозиции Государственного музея Востока находится скульптурная композиция Аромке «Охота на моржей на лежбище» (1942), представляющая двух моржей и двух зверобоев. Группа установлена на подставке с сюжетной гравировкой, выполненной в технике рельефной резьбы и изображающей людей, нерпу, убитых зверей, растянутую моржовую шкуру.
В числе художественных особенностей работы искусствоведы отмечают статичность и величественность созданных мастером образов:
Герои скульптурной композиции Аромке — вооружённые копьями зверобои, моржи, выставившие навстречу охотникам клыки… достаточно статичны. <…> Однако эта статичность обусловлена не неумением художника передать движение, а стремлением создать обобщённый, вневременной образ Севера, в котором люди и звери неотделимы друг от друга.
Аромке одним из первых резчиков обратился к созданию многофигурных композиций, как элемент новизны искусствоведы отмечают также «включение в скульптурное произведение фигуративных графических изображений».

## Наследие
Работы Аромке находятся в Государственном музее Востока, Всероссийском музее декоративно-прикладного и народного искусства (Москва), музейном центре «Наследие Чукотки» (Анадырь), Сергиево-Посадском государственном историко-художественном музее-заповеднике и др.

## Династия
Аромке стал основоположником чукотской династии косторезов и гравёров. Он мечтал о сыне, которому можно передать искусство морского промысла и резьбы, но в 1919 году родилась дочь, получившая имя Эмкуль (чук. Эмкул — «пустое», «не нагруженное надеждой»). Восемь родившихся позднее мальчиков умерли в раннем возрасте.
Косторезное искусство Аромке передал дочери Эмкуль, которая стала первой чукчанкой, освоившей профессию гравёра, заслуженным художником РСФСР, лауреатом Государственной премии РСФСР им. И. Е. Репина. От неё искусство перешло к внукам резчика, членам Союза художников — гравёру, заслуженному художнику Российской Федерации Лидии Теютиной (1945—2012), резчику Виктору Теютину (род. 1940), гравёру Татьяне Теютиной (род. 1950), от них — к правнучке художника Татьяне Теютиной (род. 1968).

## Комментарии
1. 1 2  В разных источниках фигурируют разные даты смерти: в монографии Т. Б. Митлянской — 1943 (Митлянская, 1976, с. 195); в других источниках — 1945 год (Бронштейн, Карахан, Широков, 2002, с. 58; Бронштейн, Широков, 2008, с. 79)[1].
2. ↑  Первыми мастерами, стоявшими у истоков Уэленской косторезной мастерской и заложившими основы её традиций, стали  Хальмо, Аромке, Айе и Вуквутагин, позднее пришли Туккай и Вуквол[6].